# 渡部葉月
渡部 葉月（わたなべ はづき、2004年8月7日 - ）は、日本の体操選手。
2022年11月、第51回世界体操競技選手権大会では大会直前にレギュラーメンバーの怪我によって、急遽サブメンバーから昇格して金メダルを獲得した。

## 経歴・人物
愛知県名古屋市天白区出身。名古屋市立平針小学校→名古屋市立平針中学校を経て東海学園高等学校卒業。2023年4月から筑波大学在学中。
姉の影響で2歳にして体操を始める。小学校時代は故障がちだったため、辞めたいと考えたことも多かったが、オリンピック代表選手の寺本明日香のトレーニングパートナーに起用されたことで体操の面白さに目覚める。
名古屋市立平針中学校2年次の東海中体連総合体育大会にて個人総合2位、種目別の跳馬と床運動でそれぞれ優勝。全国中学校体育大会では個人総合5位と健闘した。
2020年に東海学園高等学校に進学、高校2年次終盤の全国高等学校体操競技選抜大会（熊本市総合体育館・青年会館）では個人総合4位、種目別床運動で1位となった。
2022年の全日本体操個人総合選手権及びNHK杯体操選手権の個人総合でそれぞれ4位に入賞。この結果を受けて第51回世界体操競技選手権大会（イギリス・リヴァプール）日本女子代表チームのサブメンバーに選抜される。
2022年11月に開催された第51回世界体操競技選手権大会（イギリス・リヴァプール）では大会直前にレギュラーメンバーであった笠原有彩（レジックスポーツ）が膝を故障して出場不能となった緊急事態を受けて急遽サブメンバーからレギュラーメンバーに昇格、団体戦で7位の成績を挙げた後、女子個人種目別の平均台にて13.600点の得点をマークし、1位となり金メダルを獲得した。
2023年4月に東京体育館で行われた全日本選手権女子個人総合で予選2位からの逆転優勝を果たした。しかし、同年5月のNHK杯では跳馬での着地ミスが響き、4位に終わったが、宮田笙子（順天堂大学）、岸里奈（戸田市スポーツセンター）、大学のチームメイトである深沢こころとともに世界選手権代表に選出された。
しかし、2023年8月18日、平均台の練習で左膝をひねり、前十字靱帯損傷と診断され、世界選手権を欠場することになった（NHK杯5位の畠田千愛が繰り上げ出場）。
2024年4月の全日本選手権（高崎アリーナ）では予選に出場するも、4種目合計で47.933のスコア（47位）で敗退。けがの影響で力を発揮できず、目標としていたパリオリンピック出場が消滅した。